# 4401-es mellékút (Magyarország)
A 4401-es számú mellékút egy közel 30 kilométer hosszú, négy számjegyű mellékút Békés vármegye és Csongrád-Csanád vármegye határvidékén; Szarvast köti össze Szentes városával.

## Nyomvonala
Szarvas belvárosának keleti részén ágazik ki a 44-es főútból, annak 75+550-es kilométerszelvénye táján, lámpás kereszteződéssel. Nagyjából dél felé indul, Kazinczy Ferenc utca néven; körülbelül 800 méter után kiágazik belőle kelet felé a 4404-es út Nagyszénás-Orosháza felé, ami után egy kicsit nyugatabbi irányba fordul és a Szentesi utca nevet veszi fel. Mintegy másfél kilométer után kilép a belterületről, de egy darabig még szarvasi külterületek közt marad; 3,4 kilométer után eléri a szarvasi Holt-Körös (Kákafoki-holtág) partját, egy szakaszon azt kíséri, majd a 6. kilométerénél, felüljárón, csomóponttal keresztezi az M44-es autóút nyomvonalát.
6,2 kilométer után már Szarvas és Békésszentandrás határvonala mentén húzódik, amíg, a 10. kilométere előtt néhány lépéssel el nem éri az előbbi két település és Szentes hármashatárát. Innen egy darabig délnyugati irányba fordulva húzódik szentesi külterületek közt, a Körös–Maros Nemzeti Parkhoz tartozó Cserebökényi-puszták természetvédelmi oltalom alatt álló területeinek nyugati határát képezve. A 15. kilométere táján két, közel derékszögű irányváltása is van, egyikben, Cserebökény külterületi városrésznél kiágazik belőle egy alsóbbrendű út is, 44 109-es számozással, a puszta mélyén fekvő lakott szórványok felé.
18 kilométer után eléri Belső-Ecser külterületi városrészt, annak keleti szélén húzódik, majd a 19. kilométere után nem sokkal kiágazik belőle délkelet felé a 4402-es út, Eperjes irányába. A 22. kilométere után egy rövid szakasz erejéig megközelíti Nagytőke déli határszélét, de azt nem lépi át, a folytatásban már Kajánújfalu külterületi városrész házai mellett halad el, azokat kelet felől harántolva. Utolsó szakaszán, 27,6 kilométer után keresztezi a 4445-ös utat – amely átkötő útként szolgál Fábiánsebestyén és a 45-ös főút között – majd alig egy kilométer után véget is ér, az utóbbi főútba betorkollva, kevéssel annak 19. kilométere előtt.
Teljes hossza, az országos közutak térképes nyilvántartását szolgáló kira.gov.hu adatbázisa szerint 28,782 kilométer.

## Települések az út mentén
- Szarvas
- (Békésszentandrás)
- Szentes

## Története
1934-ben a kereskedelem- és közlekedésügyi miniszter 70 846/1934. számú rendelete a teljes mai hosszában harmadrendű főúttá nyilvánította, 417-es útszámozással.

Az út állapota és balesetek a szakaszon
Az útburkolat minősége változatos, számos úthiba található a szakaszon. Az út kihaltsága, a települések hiánya, a gyakori vadátkelések és az út minősége gyakran nyomasztó hatást kelthet azokban, akik nem ismerik az út pontos nyomvonalát. Az élesebb kanyarokhoz számos baleset fűződik, melyek nyomai láthatóak a környező növényzeten és az útburkolaton is. 
Az úton történő közlekedés figyelmet igényel, még a tapasztaltabbaknak is, valamint a számos kátyú miatt ajánlott egy közepes terepjáróképességű járművel közlekedni rajta.